# Касије Дион
Касије Дион Кокејан (грч. Δίων ὁ Κάσσιος; око 155 - око 235) био је римски конзул и историчар. Најпознатији је по свом делу Римска историја (Ρομαικε ιστοριa) у осамдесет томова у којима је описао римску историју од доласка Енеје у Италију до смрти цара Септимија Севера.

## Биографија
Касије Дион је био син сенатора Касија Апрониануса. Рођен је у Никеји, малоазијском граду у Битинији. Мајка му је, према византијској традицији, била ћерка или сестра грчког историчара Диона од Сицилије. Пореклом је био Грк те је своје дело написао на грчком језику. Био је сенатор у време владавине цара Комода и гувернес Смирне након смрти Септимија Севера. Функцију конзула вршио је 205. године. Исту функцију обављао је пред крај свог живота, 229. године. Умро је око 235. године.

## Римска историја
Првих четрдесет књига Римске историје описује догађаје до Цезара и Помпеја. Следећих двадесет обухватају период до смрти цара Клаудија, а последњих двадесет до смрти Септимија Севера. Мали део Римске историје сачуван је до данас. То су књиге од XXXVI до LX и делови LXXIX и LXXX књига. Ове књиге обухватају период завршетка Римске републике и почетка Царства. 